# Madonna como icono de la moda
Madonna se convirtió en un ícono de la moda desde su debut en los años de 1980. Se presentó como una «artista visual» e hizo de su estilismo una parte esencial en toda su carrera, lo que le ayudó a ser un referente y adjetivo en esta industria. Como consecuencia, su aparición supuso un punto de inflexión en la industria de la moda en general, lo que hace concordar a muchos expertos que fue ella la que cambió y desdibujó la frontera que existía entre esta industria con la musical. Incluso, se creó el término «Madonna wannabe» para definir a los millones de jóvenes que se vestían igual a ella en diferentes partes del planeta. Además, su figura ha sido el epicentro de variados estudios sobre el impacto de la imagen, la importancia de la moda e interpretaciones sobre los conceptos de la estética, la belleza, la apariencia, la semiótica, el estilo e identidades. Su posición fue descrita por el modista estadounidense Todd Oldham de la siguiente manera: «Madonna es a la moda lo que el Big Bang a la creación». 
Según varios investigadores, Madonna es la primera mujer en la historia en tener control completo de su imagen y música, y la primera cantante en reinventar sus estilo; a través de cada disco, videoclip, actuación en directo y otras apariciones culturales. Esta constante reinvención de imágenes y estilos por parte de ella, ha sido un hecho «universalmente conocido» y descrito como «legendario» por varios autores, quienes sugieren que ha sido una parte clave para mantenerse vigente y marcar tendencias en casi toda su carrera con cada nueva producción. Posee el récords guiness al mayor cambio de vestuarios en una película, con Evita de 1996, donde recurrió a unos 85 cambios de prendas. Jeffrey Katzenberg indicó que los cambios que hace la intérprete «reflejan nuestra cultura de hoy día». Sarah Boyd de Forbes explica que «las elecciones de moda de la cantante cambiaron la forma en que las personas ven a los artistas».   
En toda su carrera se ha vestido y colaborado con las principales casas de moda y diseñadores de la época contemporánea, además de ser la musa que le ha dado la fama a varios de sus colaboradores, como el caso de Dolce & Gabbana y Jean-Paul Gaultier o los fotógrafos Mario Testino y Herb Ritts por nombrar algunos ejemplos. De esta forma, se le hace responsable de hacer rutinarias las colaboraciones entre los artistas y diseñadores. También ha sido inspiración para varios modistas como Anna Sui, quién gracias a ella, dio apertura a su primer desfile de moda. Otros se han inspirado en ella para sus colecciones y productos de belleza como perfumes. Madonna también ha lanzado sus propias líneas de ropa, perfumes y otros productos de belleza.
Como uno de los rostros más conocidos del planeta, varias fuentes la sitúan como (posiblemente) la mujer más fotografiada del mundo y la celebridad en vida con más portadas de revistas. Además, es la primera celebridad en aparecer en la primera página de la revista Vogue y la primera mujer en protagonizar una portada para Forbes. También es la persona y mujer que más portadas ha protagonizado para Vanity Fair y Rolling Stone respectivamente. Aunque fue un hecho polémico en la época, el primer ejemplar de la revista Vogue con una celebridad como protagonista (la portada de Madonna de mayo de 1989), abrió paso a la revista a acercarse al público mainstream y joven. También ayudó a ser habitual la aparición de famosas no supermodelos en la primera plana de varias otras revistas de moda desde entonces. La edición de 2003 donde aparece en la primera plana de W, se convirtió en la mejor vendida de la publicación. Kanye West la consideró como «el artista visual más grande de la música de todos los tiempos».
Madonna es la «Reina/Diosa de la moda», «Reina/Diosa de la reinvención», «Reina de la belleza», «Reina de las alfombras rojas» y «Reina de la imagen» entre varios otros apelativos de acuerdo con las estimaciones de varios medios de comunicación y autores internacionales. Según Gaultier, ella es «el ícono de la moda más influyente del mundo» y para Karl Lagerfeld, es «la mayor influencia de la moda del planeta». Su imagen y varias de sus prendas convertidas en objetos de culto, han sido exhibidas en exposiciones internacionales de arte y moda. Algunas han llegado a ser parte común en las fiestas de halloween y en el Día de Todos los Santos. Artistas y celebridades como Lady Gaga, Rihanna, Britney Spears, Katy Perry,  Miley Cyrus y Kim Kardashian son algunas de las personalidades que se han inspirado en ella en cuanto a sentido estético.
Si bien ha recibido elogios por parte de sus estudiosos, críticos de arte, fotógrafos, diseñadores, escolares y estilistas, también ha sido reseñada desde perspectivas contradictorias y ambivalentes, muchas veces por su ambigüedad y declaraciones políticas que la artista hace a través de su vestimenta. También ha llamado la atención de organizaciones como PETA por su uso de prendas con pieles de animales y considerada el máximo exponente del camp que pone a escalas planetaria e industrial esta sensibilidad. No obstante, muchos autores han dado contrarespuestas a estas críticas.

## Trasfondo
Varios autores muestran el sentido de la moda, estilo e imagen que Madonna ha tenido desde su niñez, su evolución siendo una adolescente y el desarrollo constante en toda su carrera profesional. Del primer punto, Pilar Ángel de Terra Networks observó que tras la pérdida de su madre cuando tenía 5 años de edad, la cantante reflejó su rebeldía en la ropa. Si bien era una estudiante con calificaciones sobresalientes, de pequeña mostró su excentricidad y exhibicionismo al enseñar su ropa interior a sus compañeros, además de no usar maquillaje como las otras niñas o afeitarse las axilas. Siempre se caracterizó por ser «muy especial» y creó una moda en su colegio al cambiar el estilo de la prenda escolar, pues doblaba las mangas de su uniforme y coloreaba sus medias, que le llegaban hasta las rodillas. La propia Madonna comenta que expresó su rebelión a través de la moda desde que era niña, junto a una amiga: «Sabíamos que a nuestros padres no les gustaba. Pensamos que era divertido; conseguíamos sostenes y los rellenábamos, usábamos suéteres grandes, 'toneladas' de pintalabios, maquillaje muy mal aplicado, marcas de belleza y nos levantábamos el cabello como Tammy Wynette».
El biógrafo Leo Tassoni en Madonna (1993) apuntó que entre las aficiones de una joven Madonna, era ir a tiendas de segunda mano, donde buscaba ropas llamativas para formar su peculiar vestuario. Compraba camisetas baratas y las cortaba, se ponía ropa que le venía grande, pantalones de hombre, zapatos de tacón y cintas en el pelo. Su adorno preferido era un rosario de turquesas que había pertenecido a su abuela. El consultor Antonio Díaz-Deus notó otro punto, de una Madonna que quería ser de raza negra, mientras citó las palabras de la intérprete: «[...] Estaba muy celosa de mis amigas negras porque tenían trenzas en el pelo y se les quedaba pegado. Así que decidí ponerme alambre en el pelo y trenzarlo para que pudiera pegarse. Me ponía de todo».
Siendo ya una cantante y en un sentido más general, durante la década de 1980, la industria del entretenimiento reconoció el valor de la moda y del estilo como formas de codificación visual para ganar popularidad entre la audiencia, como lo explican los autores Adam Geczy y Vicki Karaminas en el libro Queer Style (2013), mientras mencionaron a la artista. La filósofa Ana Marta González, dijo que este decenio fue el «apoteosis de la apariencia», en los que después de vender y comprarlo todo solo restaba ya la compra y venta de imágenes e identidades. Lo que a partir de aquí permite explicar la sintonía de Madonna con tantos millares de adolescentes del momento por todo el mundo (fenómeno sociocultural definido más adelante como «Madonna wannabe»).
El editor en jefe Jon Pareles en una nota de 1986 para el New York Times, describió que en la década de 1980, para un puñado de artistas, la forma de presentarse visualmente se volvió tan importante como la forma que sonaban en sus discos. Con el formato de los videoclips, varios de ellos crearon personajes públicos a través de una poderosa combinación de letras, música e imágenes, y a medida que la imagen se volvió más importante para construir una carrera, estos artistas saquearon la historia del arte y el cine, dijo Pareles. Como el caso de Cindy Lauper, Michael Jackson y Madonna entre otros. La intérprete, por su parte, se presentó a sí misma como una blonde bombshell ('bomba rubia').
Las influencias de la cantante en este sentido, fueron principalmente actrices de la época dorada de Hollywood, en especial Marilyn Monroe. Esta simbiosis entre Madonna-Marilyn ha sido un punto bastante estudiado por críticos del cine, y de las industrias musicales, académicas y de la moda. Otros también lo han hecho con Eva Perón. Para Joe DiMaggio, quien fue esposo de Marilyn, algunos íconos modernos que utilizaron la imagen de Monroe, no fueron de su agrado, a excepción de Madonna.
Si bien la intérprete se ha inspirado en otras celebridades en el sentido estético, González también explica que antiguamente, las divas cultivaban un estilo muy determinado y personal, pero ella demostró que una estilización es suficiente. De esta forma resaltó que «nadie marcó la cultura pop de los ochenta ni mantuvo una relación tan estrecha con la moda como Madonna». Más referencias que podemos encontrar al respecto, es una nota de 1990 en Los Angeles Times, escrita por la profesora Barbara Clare Foley en donde dijo que «no había ninguna otra mujer en la escena de la moda durante este decenio que influyera más que la cantante». Una posición que se mantendría casi intacta en las décadas siguientes desde el punto de vista de un sinfín de autores internacionales según fuentes de antaño y contemporáneas.

## Evolución y estilo
Como preámbulo, hay que entender que desde el inicio de su carrera, Madonna a menudo se ha inspirado en los vestuarios tradicionales y regionales de otras culturas. En sus primeros años se caracterizó por el estilo callejero (street fashion) y recurrió más adelante en prendas de alta costura, así como un constante uso de una tendencia que ella generó llamada Underwear as outerwear, donde se enseña la ropa interior. También han sido recurrentes los vestuarios masculinos e imaginería religiosa, siendo la primera artista en mezclar los crucifijos como accesorio de moda. Las autoras del libro Icons of Beauty: Art, Culture, and the Image of Women (2009) escribieron que a principios de los años 1980, la cantante tomó prestado de la escena punk rock de Nueva York, el new wave, y la iconografía de su educación católica para crear su apariencia y una personalidad desafiante. Los corsés han sido de las prendas más comunes durante su carrera.
Los lazos, encajes, tules blancos, además de cruces, cadenas y guantes con los dedos cortados, así como camisetas de tiendas de segunda mano, chamarras de mezclilla, piel pálida, colores estridentes, labios rojos y cabello rubio por el peróxido fueron solo algunos de los elementos que Madonna usó en los inicios de la década de 1980. Se destacó el cinturón «Boy Toy»; un apodo que también se había ganado en Nueva York por sus coqueteos con hombres. En su película Buscando desesperadamente a Susan de 1985 se caracterizó por utilizar labios rojos, pelo ondulado, gafas Ray-Ban, pendientes dorados, collares, camisetas y chaquetas de corte masculino. Parte del vestuario en el filme pertenecía a la propia cantante. Muchos autores indican que con su participación en esta película, cimentó su estatus de «ícono de la moda».
Entre la transición de la era True Blue y su matrimonio con Sean Penn, se cortó el pelo y apostó por camisetas XL, blazer, leggins y bolsos hippie. En el clip «La isla bonita» de esta era, promociona variados looks, que incluyó un uso de lunar en la boca, el pelo rubio y uñas rojas. Aquí se pueden ver sus primeras influencias hispanas en su estilo, y su continuidad en la época con la gira Who's That Girl World Tour. Para el álbum Like a Prayer (1989), la cantante se tiñó la cabellera a un tono oscuro y pelo corto. En muchas de las presentaciones de la época optó por una imagen masculina. Con el lanzamiento del videoclip «Express Yourself» de este mismo álbum, comienza su experimentación con la androginia, aunque bien hay fuentes que señalan el clip de «Papa Don't Preach», y también «Open Your Heart» como ejemplos de un estilo andrógino por parte de la artista.
Para los expertos, en los años 90, su uso de la moda fue aún más ecléctico. En el inicio del decenio, promocionó una imagen más sexual, en especial con el lanzamiento del álbum Erotica. Con la promoción de la película Evita utilizó un vestuario y look clásico. Para mitad y finales de la misma década, se inspiró en el budismo y se inclinó por las diferentes culturas practicantes para la nueva creación de sus letras, que acompañó, de una nueva imagen. En aquel entonces, fue un cambio fuerte e inesperado para sus fanes y los medios de comunicación. Durante sus presentaciones en varios eventos, acostumbraba llevar vestidos estilo túnica y maquillaje sobrio.
A mediados de la década del 2000, se inspiró en estilos tipos wéstern para álbumes como Music y American Life con estilismos más formales y clásicos. En 2005, se inspiró en el dance y sus estilismos para promocionar el disco Confessions on a Dance Floor. En su siguiente material discográfico y gira mundial, Hard Candy y el Sticky & Sweet Tour respectivamente, la intérprete vistió prendas en su mayoría, étnicas, inspiradas especialmente por su fascinación a la cultura gitana y otras con un toque atlético y deportivo. En las presentaciones del The MDNA Tour, de 2012, utilizó varios vestuarios con influencias góticas. Para promocionar su siguiente era discográfica, en el Rebel Heart Tour de 2015, volvió a vestir varias prendas étnicas, inspiradas esta vez en la cultura latina y la chinoiserie. Ferrán Farled de La Vanguardia explicó su evolución de esta manera:

Con cada una de las fases por las que el estilo de Madonna ha ido evolucionando, la cantante quería demostrar o contar algo. Una narración a través de la indumentaria con la que no solo quedarse con la propia imagen sino que abría las puertas a reflexionar sobre su mundo interior plagado de pensamientos, sobre el antiguo Egipto, la tauromaquia o vestidos regionales entre otros, y siempre acorde con el contexto político, social o económico de un determinado momento.

## Colaboraciones y relaciones personales

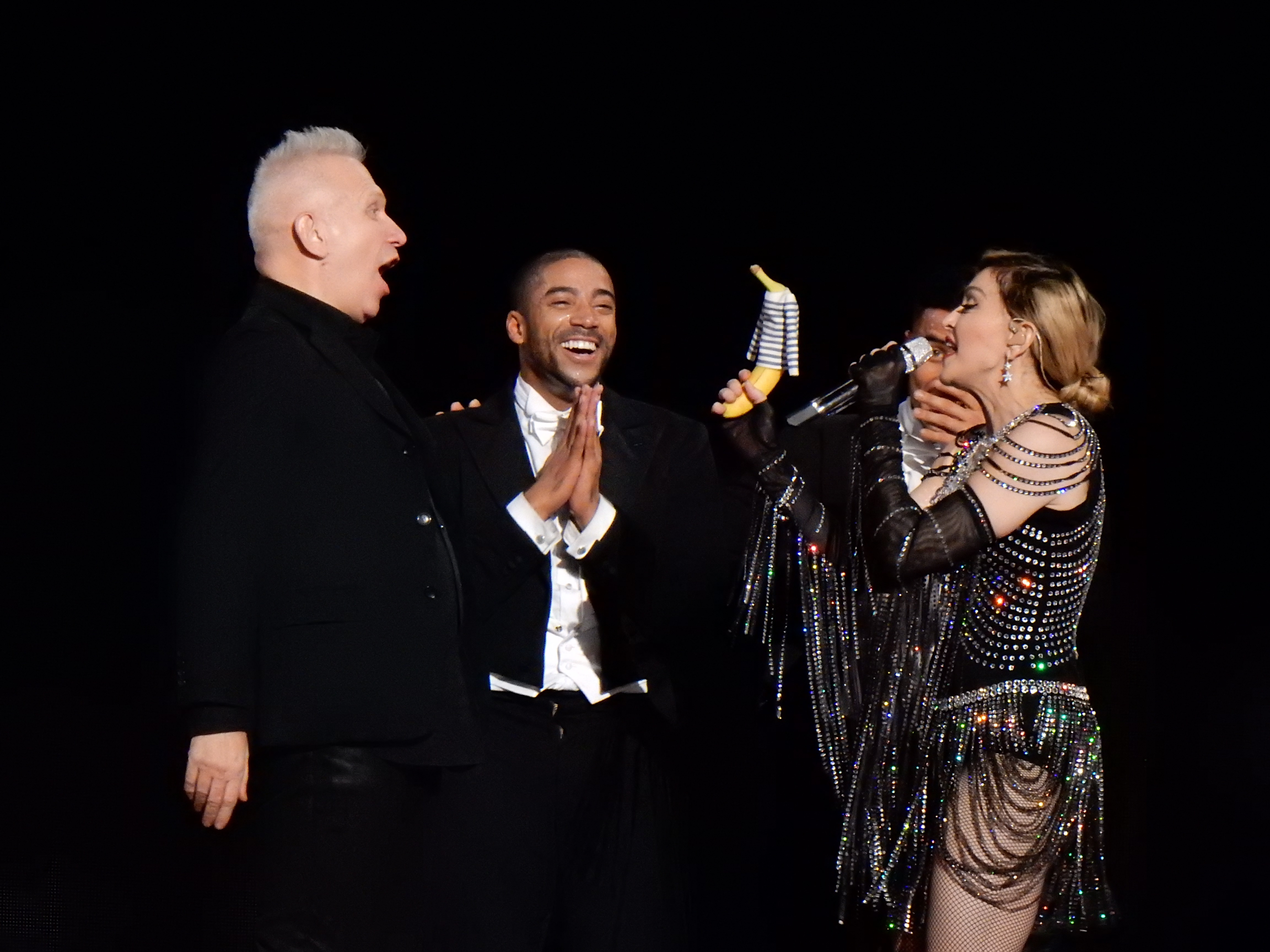
Madonna dándole una banana a Gaultier durante una presentación del Rebel Heart Tour.

Durante su carrera, Madonna se ha vestido y ha colaborado con las principales casas de moda y diseñadores del mundo. Empezó a forjar amistades y colaboraciones con varios de ellos mucho antes de que se convirtiera en algo común entre músicos. En 1987, en una entrevista con Kristine McKenna de Los Angeles Times, la propia artista dijo que le encantan los diseñadores con humor como Gaultier, Lacroix, Gigli y Marciano. La periodista notó que todos los diseñadores que mencionó como influencia, son herejes de la moda, notoriamente irreverentes que ponen un giro posmoderno en la alta costura, combinando elementos de periodos y estilos dispares, que adoptan un enfoque irónico y algo kitsch.
Estas colaboraciones han sido analizadas por varios periodistas y críticos y suscitado comentarios positivos por parte de sus colaboradores. El periódico El Universal mencionó que quizás, Madonna «no hubiera sido un icono de la moda sin la ayuda de otras personas». Aunque bien, el equipo de redacción del diario destacó que también ha impulsado la carrera de varios creadores como se verá más adelante con Olivier Theyskens y múltiples diseñadores se beneficiaron por vestirla como los casos de Rick Owens y Tom Ford cuando estaba bajo el mando de Gucci. Muchos autores concuerdan que la artista se ha convertido en algún momento en la carrera de algún diseñador, en su musa. En los Estados Unidos en las últimas décadas del siglo XX, las supermodelos fueron reemplazadas por estrellas como Madonna.

### Estilistas
La estilista Maripol es la responsable del estilo de sus primeros dos álbumes: Madonna y Like a Virgin y de otras apariciones mediáticas de la artista en la época. Se conocieron en una noche en un club de Nueva York donde Fab Five Freddy de MTV pidió a Maripol elegir a una linda chica, mientras miró alrededor notó a Madonna y le pidió que subiera al escenario y seguido, que se quitara el brasier. Después de eso, la cantante concertó una cita con la estilista para crear su look. La primera colaboración fue la portada del álbum debut de la intérprete. La periodista Lyndsey Parker dijo que sin ella, «quizás Madonna nunca llegaría ser Madonna». Hay otras fuentes que indican, que posiblemente Maripol fue más conocida por trabajar con ella que con cualquier otro artista. En esa misma década colaboró con  Marlene Stewart, para el look del clip «Like a Prayer».
Arianne Phillips es otra estilista y diseñadora, conocida por trabajar especialmente para la intérprete. Tienen un historial de colaboración de más de 20 años, relación laboral que empezó en 1997. Phillips dijo que la artista la ha inspirado y siempre está abierta a las ideas, lo que crea una atmósfera de confianza creativa que es esencial en su proceso. También dijo que nadie entiende de las prendas mejor que Madonna, al tener la capacidad de crear personajes y contar una historia a través de ellas; ya sea haciendo un clip, una sesión de fotos para la portada de algún álbum o preparando la vestimenta para una gira. También señaló que ella está conectada a una narrativa más amplia y a una historia general. Le comentó a Daphne Merkin del New York Times, que la cantante «eclipsó su carrera». Bea Åkerlund es otra estilista que trabajó para ella, en obras como los sencillos «4 Minutes» y «Celebration» o su primer filme como directora, Filth and Wisdom. Åkerlund confesó adorar trabajar con ella y mencionó que la intérprete es una «verdadera inspiración».

### Diseñadores, casas de moda y productos de lujo
Jean-Paul Gaultier es el autor del corsé cónico rosa que Madonna usó originalmente en el Blond Ambition World Tour de 1990. La artista se puso en contacto con el modista tras el prêt-à-porter de París en octubre de 1989. Elaboró 150 trajes de alta costura para ella, sus bailarines y coristas, siendo el vestuario y efectos visuales de igual o más importancia que la propia música. Años más tarde, en el programa emitido por BBC en 2001, titulado There is Only One Madonna, el francés dijo que la primera vez que la vio por televisión le impresionó profundamente. Desde esa gira han colaborado en repetidas ocasiones y han mantenido una estrecha relación de amistad. De hecho, Gaultier ha sido el diseñador predilecto para la artista y ella convertida en su musa. Esta relación ha sido la más fructífera entre los demás diseñadores para la intérprete. Paloma Herce de Harper's Bazaar comentó que «el tándem cantante y diseñador no cobró nunca tanto sentido con ellos dos». Eduardo Limón del sitio Cultura Colectiva también describió esta relación laboral de la siguiente manera:

[...]el diseñador francés que junto con Madonna revolucionó la idea de feminidad a fines de siglo xx y emprendió la infatigable búsqueda por difuminar los géneros y tabúes por medio del diseño. Desde el bustier de conos dorados en el Blond Ambition World Tour, pasando por aquella ocasión en que Madonna apareció sobre pasarela con los senos descubiertos, y hasta llegar a 2012 cuando ese corsé que les uniría en la historia fuese reinventado para el MDNA World Tour, la dupla Gaultier-Madonna es un fenómeno que bien podría ser considerado arte político.

Al igual que Gaultier, la casa de moda Dolce & Gabbana se hizo famosa gracias a la artista. La primera colaboración fue en 1991, cuando la vistieron para la premier de su documental En la cama con Madonna llevada a cabo en el Festival de Cannes. En 1993, la casa diseñó el vestuario para el Girlie Show Tour con más de 1 500 prendas. En 2009, la cantante protagonizó la campaña de verano 2010 de la marca, con fotografías por Steven Klein e inspiradas en los filmes italianos de mediados del siglo siglo xx.
Madonna fue muy amiga de Gianni Versace, creador de la casa de moda que lleva su nombre. La revista Mirabella lo describió como «el diseñador de moda que asociamos con Madonna que muestra a Madonna como si fuera una artista del renacimiento». La primera colaboración entre la cantante y la casa de moda fue para su campaña de 1995, seguido del año 2005 y 2015. Donatella Versace dijo: «...es uno de los verdaderos íconos de nuestra firma». Donatella más adelante también confesó que la artista fue su mejor apoyo tras el asesinato de su hermano Gianni.
En 2008, Riccardo Tisci de la marca Givenchy creó parte del vestuario del Sticky & Sweet Tour y de su presentación en 2012 del Espectáculo de medio tiempo del Super Bowl XLVI. En esta misma gira, la intérprete y su equipo de bailarines utilizaron unas 3 500 prendas. Tisci confesó sentir mucho respeto y admiración por ella como artista y como mujer. Durante la dirección de Riccardo, la intérprete se convirtió en una de las musas de la casa de moda. En 2015, parte del vestuario para el Rebel Heart Tour fue confeccionado por Alessandro Michele de Gucci, inspirado mayormente en un estilo chinoiserie. Justo ese año, Michele asumió el puesto de director creativo para la firma, por lo que vestir a la cantante fue uno de sus retos. Le comentó a Suzy Menkes su anécdota de conocerla: «Fue como si estuviéramos en un templo, donde íbamos a conocer a la diosa». Al igual que Tisci, Michele también la elogió, especialmente por su capacidad de trabajo.
El entonces desconocido y joven diseñador Olivier Theyskens, recibió un fax de Madonna para que confeccionara un vestido que llevaría a la premiación de los Academy Awards de 1998. La imagen del vestido amarillo inspirado en un estilo gótico, se hizo famoso a nivel mundial y propulsó la carrera de Olivier. El modista Azzedine Alaïa creó su look en el videoclip «Bad Girl». Otras casas de moda y diseñadores que han colaborado o vestido a Madonna a través de las décadas son: Louis Vuitton, Prada, Cartier, Dior, Armani, Miu Miu, Moschino y modistas como Stella McCartney o Alexander Wang entre muchos más. 
A menudo también ha recurrido a varios diseñadores y estilistas hispanos. En 2012, la madrileña Ángela Esteban Librero fue contratada para la confección de los trajes que la cantante y los 80 extras usaron en el clip de «Give Me All Your Luvin'». Se convirtió en el proyecto más importante de la carrera de Ángela. En 2015, la artista encargó dos trajes para su gira Rebel Heart Tour en una sastrería de Utebo, seguido de uno de los vestidos que usó para el videoclip de «Medellín» en 2019 elaborado por Alejandro Gómez Palomo, donde también contó con piezas de otros españoles como Ana Locking y Miguel Cervera. Este último describió: «Es puro perfeccionismo. Jamás había trabajado con alguien tan exigente». El vestido de novia que utilizó en la era de Like a Virgin es creación del modista belga-español Fernando Sánchez. También ha portado accesorios del diseñador de joyas argentino Rodrigo Otazu y el diseñador de zapatos español Manolo Blahnik, de quien confesó sobre este último que tener «unos 'manolos' era mejor que tener sexo, ya que duran más». Óscar de La Renta también llegó a vestirla.
También ha colaborado con varias marcas de productos de lujo para incorporarlos a su vestuario, como el caso de la compañía Swarovski desde el 2006, a partir de la gira Confessions Tour y las siguientes tres. En materia de números, hasta el 2016 se habían utilizado 5.3 millones de cristales en sus cuatro giras mundiales, con 2.5 millones solamente en el Rebel Heart Tour. La empresa la llamó por este motivo, como la «Reina musical de la reinvención del cristal». La estilista Phillips recalcó que es necesario los cristales de Swarovski en una gira de Madonna como lo son sus guitarras. Es parte de lo que trata el espectáculo, y parte de la ilusión mágica que se crea. «Hay cristales en todas las formas que se puedan imaginar», recalcó Phillips. En 2019, para promocionar el álbum Madame X utilizó parches en el ojo, varios de ellos contenían cristales de la compañía que formaban la letra «X».

### Fotógrafos
Madonna es una coleccionista de arte y ha sentido fascinación por obras de fotógrafos como Guy Bourdin. Desde el inicio de su carrera ha forjado relaciones laborales y amistades con varios fotógrafos de moda, publicidad y de arte. Según el crítico fotográfico Vince Aletti, la imagen fotográfica ha estado a la vanguardia de su ascenso para elevarla a un estado icónico. Mark Lindores del diario británico Metro opinó que «Madonna ha sido fotografiada por los lentes de algunos de los mejores creadores de imágenes del mundo para innumerables retratos y portafolios hiperestilizados». El autor también mencionó que supo desde el comienzo de su carrera, cómo obtener el tipo de tomas que le ayudarían a hacerla famosa. El rapero y productor Kanye West consideró de ella como «el artista visual más grande de todos los tiempos», pues dijo que si miramos sus registros fotográficos, los fotógrafos con los que pudo trabajar a lo lago de su carrera «la enmarcaron de la manera correcta. Era el contexto adecuado».
Deborah Feingold fue de las primeras en fotografiarla, en el año 1982. La autora de esa sesión de fotos, recuerda que la cantante tenía completamente el control de todo, y sabía cómo quería verse, cómo moverse y cómo se vería desde todos los ángulos. Antes de alcanzar la fama mundial, Richard Corman colaboró con una joven cantante Madonna, por sugerencia de su madre Cis Corman, quién trabajaba como directora de casting para la película La última tentación de Cristo de Martin Scorsese donde audicionó para el papel de María Magdalena y quién miró en ella algo peculiar y la describió como «alguien absolutamente original». Tiempo después, Corman tomó las fotos en y alrededor del departamento de la artista en el Lower East Side. 30 años más tarde, en 2013, Richard publicó estas fotos inéditas en un libro que tituló Madonna NYC 83. Las fotografías fueron mostradas en exposiciones de California y Nueva York y en el tour multimedia transnacional llamado Madonna: A Transformational Exhibition patrocinado por el W Hotel. El fotógrafo describió su primer encuentro con la intérprete, como «mágico». Resaltó de este encuentro que su presencia y carisma eran algo que no había visto nunca y se hizo evidente que ella era una persona natural frente a la cámara. Corman también dijo:

Una de las primeras cosas que le pregunté fue por sus metas, por su futuro. Ella me miró fijamente y me dijo: «Quiero dominar el mundo». Y le creí. Nada en Madonna parecía planificado, sino natural, franco y visceral. Tenía una confianza en sí misma y un estilo únicos, era muy «cool». Mi madre, que tenía buen gusto (eligió a Robert De Niro para Toro salvaje, por ejemplo), ya me había dicho que era «una original» y que debía conocerla. Tenía razón.

En 1984, colaboró con Brian Aris, quien mencionó que tenía una actitud seria y sabía exactamente lo que quería. Encontró en ella un gran atractivo sexual y un look único, además de decir que siempre se enfrenta y desafía a la cámara. Con Herb Ritts se convirtieron en amigos muy cercanos desde la sesión de fotos del filme Desperately Seeking Susan en 1985. Ritts también filmó el primer videoclip de su carrera con Madonna, el cual es «Cherish» perteneciente al álbum Like a Prayer de 1989. En una entrevista para el diario español El País en 1991, él dijo:

A Madonna la conocí en 1983 y conectamos a primera vista. Empecé haciéndole fotos para actuaciones, giras y revistas, y descubrimos que juntos llegábamos más allá del cometido de la foto. En mis fotografías me gusta captar lo que hay dentro de las personas, la sensibilidad, y en Madonna es emocionante porque sabe transformarse en varias mujeres a la vez, cada una con su personalidad dibujada; desde el ama de casa que se revoluciona en 'Material girl' hasta la mujer natural y transparente que canta «Cherish». Desde hace ocho años somos como hermanos [...] Si alguien ve una foto mía de Madonna dentro de 50 años sin saber quién fue, pensará obligatoriamente que se trataba de una mujer interesante.

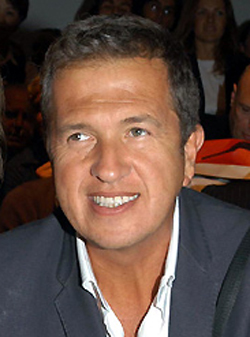
Mario Testino, citó a Madonna (junta a Lady Di y Kate Moss) entre sus tres principales musas y la sesión de Versace que protagonizaron «como el momento cumbre de su carrera».

Joana Bonet de ese periódico llamó a Madonna como «la debilidad» de Ritts y su mejor clienta. Steven Meisel ha sido otro fotógrafo habitual de la artista y eventualmente ganó popularidad y fama gracias a ella. Meisel es el autor de las fotografías del primer libro de la cantante, Sex y su primera colaboración fue la portada del álbum Like a Virgin. El profesor Thomas Werner en su libro The Fashion Image (2019) escribió que «Meisel es el fotógrafo que la cantante escogió para ayudar a definir y redefinir su personalidad pública a lo largo de su carrera». Otro colaborador habitual es Steven Klein. En 2003, crearon la instalación de exposición fotográfica llamada X-STaTIC PRO=CeSS, donde la artista comentó a la revista W: «No estoy interesada en ir a una sesión de moda y simplemente probarme un montón de ropa. No puedo decirte lo aburrido que es posar para las fotos. Si no siento que estoy creando algo que significa algo, no quiero hacerlo». También llegarían a trabajar en otros proyectos, como el cortometraje Secretprojectrevolution de 2013 y muchos otros videoclips. Sus editoriales con Madonna, además de Tom Ford y Brad Pitt publicados a través de la revista W le hicieron llegar al público masivo.
Mario Testino es otro fotógrafo que ha colaborado con ella y descrito por la propia cantante, como «uno de sus favoritos». Se conocieron en la campaña de Versace de 1995 que ella misma protagonizó y quién pidió que lo contrataran. Madonna llegó a ser de esta manera, en la primera celebridad en colaborar con Testino. De este encuentro, Mario le comentó en una entrevista a Nigel Farndale de The Telegraph: «Con ella supe que había descubierto mi estilo porque me gusta creer lo que estoy fotografiando». Más tarde, esta sesión se convirtió en palabras Testino, en «la más memorable de su carrera». También ha dicho que sus tres musas han sido: Madonna, Diana de Gales y Kate Moss, responsables de hacerlo una estrella dentro del mundo fotográfico y posteriormente en el mejor pagado. La portada del disco Ray of Light también es de su autoría. En 2002, la exhibió en la National Portraits Gallery de Londres donde ocupó un puesto de honor justo enfrente a los de la princesa Diana. En 2006, Marcos Rodríguez de la revisa A! diseño describió: «Antes de fotografiar a Madonna, Testino era conocido solo en el mundo de la moda. Esta primera sesión fotográfica, tomada en 1995, lo colocó en el lugar donde actualmente se encuentra».
Mert and Marcus, son dos fotógrafos que han trabajado con ella en múltiples ocasiones. En 2015, Ignacio Omar del diario español El País describió que el dúo «han definido la fotografía de moda de la última década», donde también indicó que precisamente Madonna ha sido decisiva en su consagración como los grandes fotógrafos de las celebridades. Ella encarna «el ideal de mujer poderosa, sexi y sofisticada que ambos quieren mostrar en sus trabajos y tienen en ella, a la musa con la que consiguen éxito, polémica y repercusión, mientras crean imágenes icónicas al mismo tiempo», dijo Omar. El italo-brasileño Giovanni Bianco es otro responsable de varias fotografías de la cantante en discos y portadas de revistas. Mariano Toledo de la revista Paula dijo que comprender su carrera sería imposible sin mencionarla. Otros colaboradores en este rubro han sido: Jean-Baptiste Mondino con varios videoclips, Patrick Demarchelier, Annie Leibovitz, Horst P. Horst, Richard Avedon, Bruce Weber y David LaChapelle entre muchos más.

### Maquillistas y peluqueros
Madonna también ha trabajado con varios maquillistas a lo largo de su carrera. Aquí encontramos a Gina Brooke, quién se convirtió en su maquillista desde 2003 hasta el 2014. Seguido de Gina, Aaron Smith Henrikson ha trabajado con ella desde 2014. En una entrevista con la revista Nylon en 2016, Smith resaltó el cuidado personal y estético de la artista sobre su piel, su cuerpo y su ética de trabajo. Erica Bell y Debi Mazar también fueron estilistas y maquillistas que trabajaron para la cantante. Mazar protagonizó varios videoclips con la artista desde 1986 hasta el 2000.
Otros profesionales del estilo y moda con los que ha trabajado la cantante, son varios peluqueros. Meet Garren, trabajó con ella por varios años en la década de 1990, incluyendo algunas sesiones fotográficas para varias revistas, donde creó el estilo de cabello Madonna-Marilyn. También en la elaboración de su libro Sex en 1993. Martin Samuel trabajó con la artista en el filme Evita y diseñó alrededor de 42 estilos de cabello para la cantante. Samuel comentó en una entrevista que probablemente este fue la película más difícil para trabajar en su carrera, mientras mencionó que cualquiera dirá que trabajar con Madonna es un desafío, pero vale la pena, porque es una gran persona para «hacerla hermosa». Andy Lecompte es un peluquero que ha trabajado para ella desde el lanzamiento del libro The English Roses en 2003. En una entrevista para Refinery29 en 2018, habló sobre la inspiración que ha sido Madonna en su vida, y dijo que «nadie trabaja más duro que ella». Por esta razón considera que ella ha estado en el negocio durante tantos años. También la consideró como la mejor «perfeccionista» que hay. Ben Skervin, es otro peluquero que ha trabajado con ella, y quien dijo: «Puedo hacer con su pelo lo que quiera porque es camaleónica y lo tiene fuerte».

### Editoriales de moda
Madonna ha sido protagonista de las portadas de revistas musicales, financieras y de moda más importantes del mundo. Con Vanity Fair ha sido protagonista en todas sus versiones: española, británica, italiana y estadounidense, siendo récord en ventas y agotando los ejemplares a días de su lanzamiento. En Rolling Stone ha aparecido de manera constante en sus portadas por su «estilo revolucionario y excéntrico». La artista también ha sido una de las favoritas para Harper's Bazaar, sin importar la versión, donde ha posado para todas las impresiones en sus idiomas disponibles. También fue la protagonista de la portada en la edición aniversario por los 150 años de la publicación. Gracias a la obra  X-STaTIC PRO=CeSS (2003), su aparición en la revista W de ese año fue la edición mejor vendida en la historia de esta publicación.

## Identidades, reinvención estilística e imagen

### Contexto
La distorsión y los experimentos con el cambio de rol, identidad e imagen por parte de Madonna llegarían a ser algo constante en toda su carrera. Sabrina Barr de The Independent notó que la cantante usó su estilo para representar su identidad donde era un concepto nuevo cuando entró por primera vez en la escena musical. Es de los puntos más reseñados sobre ella, según comenta José Blanco F. en un artículo titulado How to Fashion an Archetype: Madonna as Anima Figure (2015), donde también explica que esta capacidad por parte de la cantante, en transformar de manera constante su persona, ha sido analizada desde enfoques tan diversos como el posmodernismo, la cultura popular, la deconstrucción y el feminismo entre otros. De esta forma se puede argumentar que Madonna está sobreexpuesta en la investigación académica. Sin embargo, el autor sugiere que esta fascinación surge precisamente de su hábito de transformar constantemente su imagen, una práctica que presenta un claro desafío a la codificación de su identidad y ofrece la posibilidad de múltiples lecturas sobre su personalidad.
La musicóloga Susan McClary también se pronunció en este contexto y escribió que «se ha derramado una gran cantidad de tinta en el debate sobre la imagen visual de la estrella Madonna» y el profesor John Fiske notó que «la mayoría de los críticos no tienen nada bueno que decir sobre su música, pero tienen mucho que decir sobre su imagen». La editora Sabrina Peña Young, por su parte, dijo que «debido a sus provocativas imágenes visuales, Madonna ha sido objeto de estudios sobre una mujer que controla su imagen pública y su música».
En la reseña del álbum True Blue, Erica Wexler de Spin en 1986, notó que desde su ascenso —de tan solo tres años en aquel entonces— «vimos a Madonna transformarse a sí misma». Décadas más tarde y de manera retrospectiva, El Hunt de New Musical Express (NME) explica que la artista aprovechó el poder de la imagen en este, su tercer álbum, creando una mitología que coincidía con cada registro. La gira Who's That Girl World Tour llevó las cosas aún más lejos, donde la propia intérprete dijo: «Juego con muchos personajes, y cada vez que hago un video o una canción, la gente dice: "Oh, esa es la que 'ella' me gusta"».
En 1990, para la promoción de la gira Blond Ambition Tour, Madonna se presentaba como un ser inalcanzable, personaje de ficción y una superheroína. En su disco Erotica de 1992, se presenta así misma como «Dita Parlo», su alter ego. En su libro Sex juega bastante con su imagen y en 1999, habló a la revista Aperture que le gusta transformarse en diferentes personas, al estilo de Cindy Sherman. Tras el lanzamiento de su disco Madame X en 2019, personaje y alter ego homónimo que promociona con esta era, la propia cantante recordó que fue la profesora de danza, Martha Graham, quién la llamó así cuando tenía 19 años de edad. La citó en estas palabras: «Voy a darte un nombre nuevo: "Madame X". Todos los días vienes a la escuela y no te reconozco. Todos los días cambias tu identidad. Eres un misterio para mí». Madonna atribuyó su comprensión del concepto «reinvención» al fotógrafo Meisel cuando trabajaron juntos para la portada del álbum de Like a Virgin. «Trató cada sesión de fotos como si fuera una película corta e insistió en que creáramos un personaje», mencionó. En otra entrevista con la revista Rolling Stone en 2009, habló sobre su reinvención y evolución estilística:

[...] Supongo que la música que empecé a componer tenía una característica más seductora, e inconscientemente muté hacia eso. También tenía que ver con el hecho de que estaba haciendo más fotos. Me estaban arreglando y vistiendo. Antes de eso, lo hacía todo yo. No tenía maquilladora, agarraba mis calzas de baile, me las ataba alrededor de la cabeza y me ponía un par de rosarios así nomás. Después de eso, fue Steven Meisel, y gente de la moda que me metía en corsés. Creo que la gente le pone demasiado énfasis a todo el tema de la reinvención de mi imagen y siempre fue una cosa mucho menos calculada de lo que la gente piensa. Me parece aburrido seguir siempre igual. A las chicas les gusta cambiar su look.

### Análisis

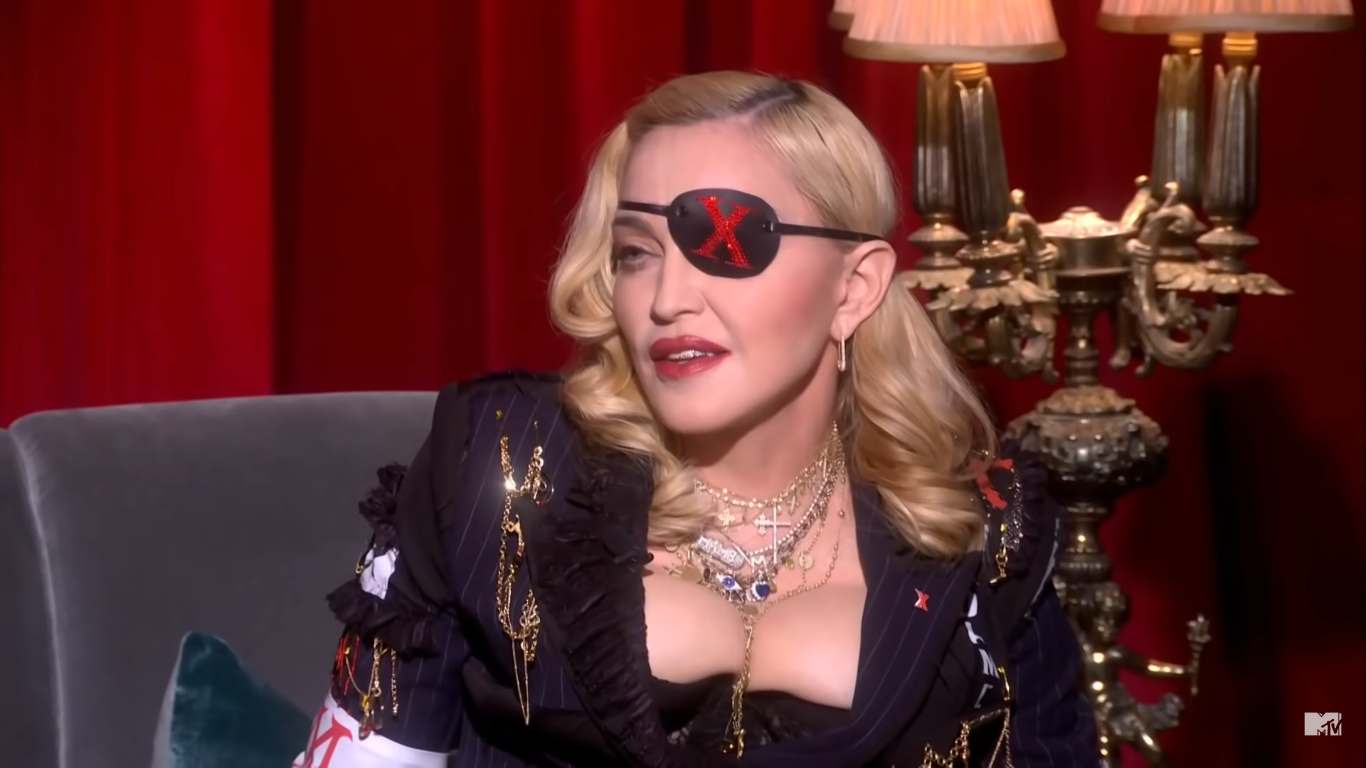
Madonna promocionando el álbum Madame X (2019), personaje visual homónimo y alter ego de esta era. Algo frecuente de su parte al momento de lanzar una producción discográfica.

Esta característica de reinventar su estilo e imagen por parte de la cantante, encontró su mayor impacto en la audiencia-fanáticos, seguido de los círculos académicos. Barr mencionó de este punto, que la unión entre las elecciones de moda por parte de ella y su identidad, «la distinguió de la multitud e inspiró a sus fanáticos a explorar sus propias identidades en el proceso».
El biógrafo Chris Dicker escribió que con los fanáticos de la cantante, la música era esencial pero no tan importante como la presentación. «Su imagen es lo que hizo que ellos se volvieran tan locos por ella», destacó Chris. Aquí, el académico Douglas Kellner mencionó que para sus seguidores, ella representa lo que es moda y estilo, pues sus constantes cambios de imagen e identidad promueven la experimentación y creación de ambas cosas. También dijo que a través de ella, ha surgido una nueva imagen de glamur, convertido en un fenómeno de poder.
Por su parte, el profesor John Izod propone en el libro Myth, Mind and the Screen: Understanding the Heroes of Our Time (2001), que la imagen de Madonna «es un centro de energía alrededor del cual se unen ideas, imágenes, afectos y mitos». Es decir, su imagen de portadora arquetípica a la que responden sus admiradores y talvéz a quienes no les guste mucho, parecen usarla como depósito de experiencias culturales y al mismo tiempo, su imagen se utiliza como medio para concretar su sentido de diferencia cultural.
Entrando en otros contextos, podemos ver la opinión de Blanco quien además de sugerir que Madonna usa la ropa desde un aspecto cultural para comunicar su persona du jour, ella es la creadora de numerosas personalidades expresadas a través de su carrera, desde virgen, puta, chica material, adolescente embarazada, mujer fatal, geisha, chica etérea, sacerdotisa, vaquera, soldado y mucho más. Kellner en su amplio análisis sostiene que las imágenes y la recepción de la cantante destacan la construcción social de la identidad, la moda y la sexualidad. Seguido del tema, estos cambios de estilo y de imagen por parte de Madonna, sugieren que la identidad es una construcción, pues es algo que uno puede modificar y producir a voluntad. Para el autor de referencia, la forma en que la cantante desplegó la moda en la construcción de su identidad, dejó claro que la apariencia y la imagen de uno ayudan a producir lo que uno es, o al menos, cómo se percibe lo que uno es. Al explotar los límites establecidos por los códigos dominantes de género, sexual y de moda, ella fomenta la experimentación, el cambio y la producción de la identidad individual, concluyó.
Las autoras del libro Oh Fashion (1994), Shari Benstock y Suzanne Ferriss, apuntaron que «el "fenómeno Madonna"» sugiere que en una cultura de la imagen posmoderna se construye a través de la imagen y la moda. Involucra la propia mirada, postura y actitud. Añadieron que la moda e identidad para la artista son inseparables en sus prácticas estéticas reflejadas a través de sus videoclips, películas, apariciones en televisión, conciertos y otras intervenciones culturales. En una conferencia llevada a cabo en la Universidad de Navarra, la filósofa Ana Marta Gonzáles la calificó como un ejemplo extremo y paradójico de antimoda ya que representa un modo de concebir la existencia posmoderno o carnavalesco. Gonzáles, cuya conferencia llevaba por título La antimoda: ¿otro estereotipo? A propósito de Madonna, también dijo que es un ejemplo extremo de lo paradójico que resulta a veces cuestionar las convenciones de la moda. De esta manera, Madonna representa muy bien la clase de paradojas a las que enfrenta quien persigue definir su identidad en un mundo de convenciones, tras resaltar que «busca un estilo propio mientras niega lo estipulado, y esto es signo de una cierta libertad que, sin embargo, no logra trascender las convenciones precisamente por tomarlas demasiado en serio», indicó.
En su conclusión, Lydia Brugué de la Universidad de Vich, dijo que «al no poderse traducir las imágenes, aunque sí interpretarse, se crea esta multiplicidad de identidades de Madonna, que desde el punto de vista del género son realmente interesantes, y donde entran elementos como el vestuario, el maquillaje, los pastiches intertextos o melodías». Gonzáles en el libro Ficción e identidad. Ensayos de cultura postmoderna escribió que la cantante se ha consagrado como experta en el reciclaje y mezcla de estilos, que asimila y desecha en una sucesión sin fin. Gonzáles y Chloe Wyma de Louise Blouin Media dieron su punto de vista de la siguiente manera respectivamente:

En Madonna se confunden por completo persona y personajes, hasta el extremo de que todo parece igualmente verdadero o igualmente falso. En este sentido, ella es símbolo de una cierta postmodernidad, una que fascina con reflejos y simulacros, que suscita la sensación de misterio por la vía de generar ambigüedades, y en la que finalmente se pierde lo real detrás de un universo de apariencias. Uno de los medios de que se ha servido Madonna para seguir alimentando su imagen de icono postmoderno en la moda.

Madonna ocupa un mundo al estilo de Heráclito, y su vida de constante cambio la convierte en un perfecto ejemplo del «sujeto fragmentado» del postmodernismo, un collage humano de identidades múltiples y culturalmente determinadas. Una comparación obvia se puede hacer entre la evolutiva postura de [ella] y los disfraces postmodernos de Cindy Sherman (Madonna fue la patrocinadora de Film Stills, la famosa exhibición de Cindy Sherman en el MoMA en el año de 1997). Un crítico de la revista Time mencionó la afinidad entre las dos famosas: «Entre ellas, estas dos mujeres han ejecutado más cambios de imagen que cualquier otra especialista de belleza en toda su vida». En un sentido, [la cantante] toma la proposición de Sherman y eleva la apuesta, y logra en la esfera de la cultura en masa lo que la otra logra en el arte... Madonna, la absoluta diosa postmoderna del pop, ha sobrevivido al propio postmodernismo.

## Opiniones sobre su estilismo y uso de la moda

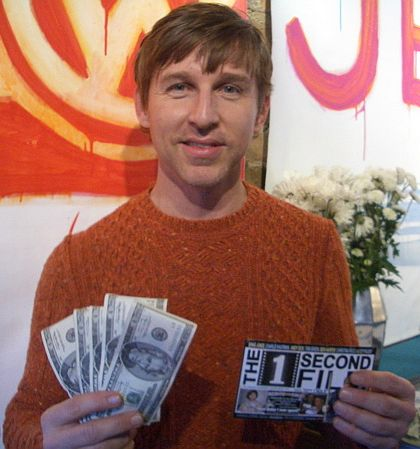
El diseñador Todd Oldham dijo: «Madonna es a la moda lo que el Big Bang a la creación».

El uso de la moda de Madonna en sus diferentes proyectos y vida pública/privada, así como sus diferentes estilismos, han dado lugar a un escrutinio entre críticos de moda, estilistas, diseñadores, escolares y periodistas durante gran parte de sus cuatro décadas de carrera como lo explican el autor José Blanco F y la estilista Louise Gray. La justificación de Rocío Martín de Elle en este punto, es que hacer un repaso en la vida de la cantante es hacerlo por la moda y su evolución, mientras destacó que «ha imprimido carácter y personalidad a través de elegidos y emblemáticos estilismos».
La que iba convertirse en su publicista Liz Rosenberg, destacó de su primer encuentro con la entonces joven cantante, como una chica llena de confianza mientras vestía «un distintivo traje negro con cien brazaletes de goma en cada muñeca». En 1989, la revista Glamour describió que la cantante «se viste para divertirse», algo que la propia Madonna dijo en una entrevista en 1987, que «la ropa debe ser divertida». El académico Kellner escribió que «la ropa es para ella, lo que los juegos lingüísticos son para Thomas Pynchon». En un sentido general, Fausto Rivera Yánez de El Telégrafo comentó que la intérprete siempre vio en la moda «un punto de fuga para expresarse con mayor fuerza y libertad», mientras que Cristian Arciniega de El Universal notó que para la artista, la ropa es sinónimo de «autoexpresión y empoderamiento».
Uno de los elementos más característicos de la indumentaria de Madonna es tocar temas sociales y fomentar la revolución de la mujer con un imaginario sexual a través de su ropa. Estrella de Diego mencionó que su estrategia es la transgresión, y travestida de mujer se comporta descaradamente como un hombre, eligiendo sus relaciones sexuales. Además, se disfraza de mujer porque esa es ya la única forma de transgresión en una sociedad androginizada: Esto tampoco es (ya) una mujer, solamente lo parece.
En cuanto al uso de la moda e imagen en sus vídeos musicales, el autor Adam Sexton en Buscando desesperadamente a Madonna (1992), escribió que con ellos, la artista refiere constantemente a la producción de la imagen; hacen que su control sobre su producción forme parte de la imagen misma y este énfasis permite, o incluso, invita un control equivalente por parte del lector sobre su recepción. De hecho, las autoras de Oh Fashion escribieron que la mayoría de sus videos son altamente estéticos, utilizando técnicas modernistas en la construcción de imágenes convincentes. Pedro Guerra en su libro Desmontando el cinismo escribió que ha utilizado sus videoclips y giras para definir su look, mientras dijo que «ella representa glamur, moda, descaro y extravagancia».
Pilar Pasamontes, directora científica del Istituto Europeo di Design explica que su mayor impacto estilístico lo encontramos en los escenarios, quizás por su capacidad para «interpretar muy bien el anhelo de la moda y cubrir huecos estéticos en cada gira» indicó. El periódico español El imparcial de hecho señala, que el vestuario de sus giras ha sido uno de los grandes focos de atención en sus espectáculos. Los autores del libro Bitch She's Madonna (2018) también resaltaron este punto y dijeron que en su sello personal en moda no se libra ni el escenario: «La bola disco de cristales Swarowsky de dos millones de dólares utilizada en el Confessions Tour es uno de los hitos de la conjunción entre música, moda y presencia escénica de la historia», mientras comentaron que la moda y la estética seguirán siendo inseparables de su forma de entender lo que ella representa.
En cambio, Paloma Herce de Harper's Bazaar notó su participación en las alfombra rojas. Dice que a la artista le gusta provocar y hacerse notar. Se reinventa y tiene estilismos que solo ella puede llevar recalcó. De manera similar, Edward Enninful comentó su paso por las Met Gala donde señala que no se trata solo de su apariencia, sino de su compromiso, pues ella realmente vive cada una de sus reencarnaciones desde diva del hip-hop, madre tierra y yogui discotequera que en ninguna parte es más obvio que en las alfombras rojas del evento.
En el proceso y sentido de la moda a través de la sesiones fotográficas, podemos encontrar la opinión del crítico fotográfico Vince Aletti quién mencionó que Madonna no se limita a posar para los fotógrafos, sino que colabora explícitamente en el proceso de creación y recreación de su propia imagen. Del mismo modo, sus videoclips están llenos de referencias fotográficas eficientes y bien informadas. Como un ávido coleccionista de arte, su gusto por la fotografía es instintivo e informado, dijo Aletti. En otro punto, el académico Kellner describió que las estrategias estéticas de Madonna son modernistas, proyecta algo de estilo individual y visión. Su estilista Arianne Phillips dijo que «ella tiene un sentido real de una estética increíble».

## Críticas
Madonna ha atraído críticas y comentarios ambivalentes, constructivos o negativos respecto a su imagen y uso de la moda desde su aparición. Judit Perez del portal Nosotras.com calificó sus inicios en la moda como «terroríficos». Lydia Brugué de la Universidad de Vich escribió que para la mayoría de la población, ella es percibida como fuente de polémica. Esto se debe a su imagen, destacó Lydia. Los antecedentes según Rodrigo Fresán, fue su actuación en los MTV Video Music Awards de 1984, donde si bien la artista ponía en claro la diferencia que hay entre moda y un fenómeno, pero desde entonces, su nombre fue visto por muchos «como sinónimo de disolución, escándalos, mal ejemplo, blasfemias y corpiños indecentes usados encima de la ropa». En 2015, Christopher Glazek de Out notó que los cambios de vestuario de la cantante siguen atrayendo el acoso de los moralistas de los tabloides. Un ejemplo visible de esto fue su participación en el Met Gala de 2016, cuando se puso un conjunto transparente que le hacía ver sus nalgas. Dos años atrás, en 2014, no pudo asistir al evento tras recibir la desaprobación de Wintour por su vestuario.
Autores como la escritora Catherine Gourley han notado que para muchos, su vestimenta y actitud en alguna de sus actuaciones han sido degradantes para las mujeres. Adrienne Rich de este punto contextualizó que el modo en que se viste la artista, «degrada la imagen de la mujer que tanto está costando recuperar e igualar o superar a la del hombre». Catherine, por tanto, dijo que se podría decir que ella está sometida a la fuerza masculina. Gerri Hirshey de Rolling Stone escribió que si los fanáticos de MTV prefirieran vestirse como ella, las chicas seguramente optarían por la fiesta de pijamas de Cyndi; quien era genuina y amable con las chicas.
Los cambios de estilo y vestuario también ha sido un punto que llamó el interés de sus detractores. Como lo propone la autora del libro The Madonna Connection (1993), Cathy Schwichtenberg: «Parece no haber un sentido de una auténtica Madonna detrás de todos esos cambios de imagen, y ciertamente no está buscando ningún tipo de estética visionaria». Los autores de la Enciclopedia Gay la describieron como «asesina de sí misma [que] no detiene su evolución». La filósafa Gónzales la propone en este contexto, como una «esclava de la antimoda». En su opinión, la cantante procura disolver de manera sistemática ciertos estereotipos porque los reconoce vacíos de contenido. Sin embargo, con este continuo desafío de lo convencional, «queda obligada a un cambio perpetuo, que irónicamente, la hace, por la vía negativa, igualmente esclava de ellos». También advirtió que es peligroso ser esclavo de la moda, pero, «ser esclavo de la antimoda es particularmente cansado, porque uno tiene que estar reinventándose continuamente». En una nota de Vanity Fair en 1986, se describió que su estilista Maripol quedó en bancarrota tras el cambio de imagen de la cantante.
La psicoanalista Lynne Layton criticó la parte de las tendencias que impone, pues dijo que muchos han hablado de esta capacidad de la artista para marcar tendencias en la moda. Pero cuando lees las reinvenciones contra el telón de fondo Blacklash de Susan Faludi, lo que surge es que Madonna, es solo un peón de las tendencias. Layton continuó diciendo que sus cambio de ropa interior de encaje a la alta costura entre 1985 y 1987, encajan perfectamente en la descripción de Faludi sobre las manipulaciones de la industria de la moda.
El crítico fotográfico y escritor Vince Aletti notó que la cantante ha sido atacada por «ser más una imagen que una 'sustancia'». Este es otro punto bastante resaltado por muchos autores sobre ella, quienes comentan que es «artista muy visual» y ambigua, dejando su música en segundo plano y eclipsada en muchas ocasiones como opinó Kristine McKenna de Los Angeles Times. La musicóloga Susan McClary notó que el desprecio con el que se ha trivializado su ostensible enfoque artístico, tratado como un telón de fondo convencional para su apariencia visual, a menudo es impresionante. El crítico Guillermo Fadanelli dio su punto de vista:

No relaciono a Madonna con la música. Ella es más bien una imagen que se cultiva a sí misma para transgredirse. Fiel a un continuo e impredecible movimiento, me dice (ella) que la belleza es al fin y al cabo —como bien lo describió Jean Baudrillard— la consecuencia de una estrategia fatal. Se exhibe con el propósito de desaparecer. Madonna es hija de la muerte y, por lo tanto, de la belleza que causa angustia y vértigo, una belleza real —real a causa de su esencial falsedad— que se ha propuesto habitar en la imaginación y en la conciencia lúdica y visual de los espectadores. Sí: la «reina del pop».

Steve Allen la acusó de contaminar al mundo con zafiedad y valores que son, a su juicio, lo contrario de la belleza, que sería, según él, el fin de todo artista. Para Allen, por tanto, ella no es más que una «prostituta profesional». Similar a ese comentario, el profesor Hugo Achugar sugiere que lo que sustenta una imagen contemporánea como la de la cantante nada tiene que ver con la que vertebra la de la modernidad. Especificó que la imagen o el simulacro de imagen entre prostibularia y ordinaria de Madonna valida una noción de belleza que se apoya en una sociedad en la que la masificación es dueña y señora. También indicó que ella trasgrede el buen gusto de cierta noción de la perfección o la distinción.
En otro punto, Sarah Street de la Universidad de Bristol expresó que muchos han tildado de irreverente el uso de elementos religiosos por parte de la artista. Los autores de Bitch She's Madonna notaron que la constante utilización de estos elementos (especialmente crucifijos) como complementos estéticos alejados de su función original, han llevado a algunos autores a considerarlos un mero pastiche vacío de contenido. En 1998, su presentación en los MTV VMA fue criticada por hindúes estadounidenses al utilizar ornamentación del budismo. Muchos la calificaron de sacrílega. También ha llamado la atención de organizaciones como PETA por su uso de prendas con pieles de animales. En 2009, fue elegida la celebridad peor vestida del año por ellos, mientras declararon: «Cuando ves a Madonna vistiendo pieles, comprendes por qué nadie ha copiado su estilo desde 1984».
De forma ambivalente, Mariela de Fashion Week Mexico comenta que «su habilidad camaleónica para transformar regularmente su look se refleja tanto en el carácter efímero de la moda como en su propia redefinición de la feminidad». Hay otros que consideran de ella, un ejemplo del camp en el sentido estricto de la moda. La escritora Susana López Penedo dijo que es el máximo exponente de esta tendencia, y lo representa en vídeos, multitudinarios conciertos, la ambigüedad de sus gestos y los bailarines que la acompañan, siempre están abiertos a múltiples miradas e interpretaciones. El crítico literario Óscar Contardo, dijo que la intérprete pone en circulación a escalas industriales y planetaria la sensibilidad camp.
Marcelo Burlon, director creativo de una firma italiana llamada County of Milan, en una publicación que hizo en Facebook se refirió a la cantante como la cessa, una palabra italiana que en español puede ser traducida como «mierda de persona», tras postear unas imágenes donde se veía a Madonna caminando con ropa de esta compañía. Tras estas declaraciones, sus seguidores y fanáticos de la artista lo criticaron y acusaron de misoginia, además de llamarlo una «basura humana».

### Contrarespuestas
En 2016, Madonna dijo que no se puede hacer un cambio sin tomar riesgos y agregó: «Así es como cambiamos la historia». De esta manera, dio continuidad a sus palabras: «Si tienes algún problema con la forma en que me visto, es simplemente un reflejo de tus prejuicios». La estilista Louise Gray escribió para la revista i-D que a lo largo de su carrera, la intérprete ha sufrido una avalancha de críticas, con personas que la juzgan cómo debe o no debe verse. Pero dijo que al ser ella misma, se convierte en una luz brillante tanto para hombres y mujeres. También dijo que el cambio es bueno y necesario para la artista. Cara Kelly de USA Today dijo que la intérprete sabe que habrá críticos e internet puede ser un lugar oscuro donde las personas expresan sus pensamientos más vitriólicos. Pero mencionó que si a ella le importara lo que Anna Wintour o cualquier otra persona pensara, probablemente no habría usada el sujetador de conos de Gaultier y no llegaría ser de esta manera una leyenda viviente.
Cristian Arciniega de El Universal la incluyó en su lista de las mujeres que cambiaron la moda, y dijo que si bien en los años ochenta, por ejemplo, generó controversia con sus vestidos de cuerpo lencero y falda de tul, acompañados de accesorios como crucifijos, destacó que sus estilismos transgresores han influenciado a mujeres de distintas generaciones y a reconocidos creadores a lo largo del tiempo. La comentarista Molly Ivins, describió que se sintió encariñada con ella tras entender sus declaraciones de moda, ya que el propósito de la moda es hacer una declaración. Y el mensaje de la artista es tan claro como la primavera de Hill Country.
A pesar de generar controversias con su vestimenta en algunos sectores, el impacto económico de su imagen y su sentido de la moda le permitió ser la primera celebridad en protagonizar una portada para Vogue. Si bien fue una decisión arriesgada que le atrajo críticas a su editora en jefe Anna Wintour, donde la gente decía: «Ella no es 'Vogue'. Ella nunca venderá», sucedió exactamente lo contrario, pues esa edición con Madonna como protagonista subió a un 40 % las ventas en los quioscos. Wintour luego dijo: «Eso nos abrió los ojos a todos». Un escritor del periódico La Voz de Asturias mencionó: «Aquella portada causó una revolución porque fue ella la que aceleró la entrada de las estrellas del cine y del pop en un terreno hasta entonces prácticamente reservado a las grandes modelos». El editor Frank Northern Magill en Great Events from History II, Arts and Culture (1993) expresó que aunque su imagen enfureció a las feministas, los artículos de moda y prendas asociadas con su estilo se convirtieron prominentes en los armarios de las personas. Hasta un solo diseñador pudo facturar $25 millones en encaje sin tirantes gracias a ella, que revolucionó la moda. También destacó que desde un principio, sus elecciones de moda estuvieron destinadas a influenciar a sus fanáticos cambiando así, las definiciones de ropa y permitiendo una expresión más libre de la sexualidad.
A diferencia de sus críticos sobre los repetidos cambios de personajes públicos/privados y constante reinvención, la estilista Maripol, le dijo a la periodista Lyndsey Parker que «[...] es realmente excelente para su carrera, porque decide cambiar realmente su apariencia, por lo que la gente nunca se aburrirá de ella». Este punto sirvió de introducción a las materializaciones propuestas por Janet Frame. Aquí, la académica Maria Wikse notó que la mayoría de los críticos reconocen el carácter siempre cambiante de Madonna y cómo influye en la forma en que leemos sus textos (videoclips, letras, entrevistas, etc). En defensa de la artista de todos los críticos con el punto que su imagen ha eclipsado su música, los periodistas Rob Tannenbaum y Craig Marks en I Want My MTV (2011) escribieron que lo que ella hizo, solo fue hacer esta práctica inseparables de una cosa con la otra. Rodrigo Fresán mencionó y contextualizó lo siguiente de estos puntos:

[...] Es una obra de arte en sí misma que nos hace pensar que es una ambiciosa esquizofrénica cuando, en realidad, lo único que hace es poner en evidencia la esquizofrenia entre todos nosotros: la necesidad de que nuestro entorno cambie para imaginarnos que con él —con ella, porque Madonna es la atmósfera que nos rodea, el soundtrack de nuestras existencias, el aire que nos contamina— cambiamos un poco nosotros[...] Pensamos en las 'Madonnas' que vendrán como pensamos en la ciencia que es cada vez menos ficción y nos permitimos imaginar clones de Madonna[...] Es un trabajo sucio pero alguien tiene que hacerlo. Y si le gusta, mejor todavía.

Madonna también definió sus cambios de imagen y presentaciones de diferentes personajes (especialmente en sus videoclips), en una entrevista para Rolling Stone en 1987: «Para la mayoría de la gente, la música es un asunto muy personal, pero a mí siempre me ha gustado tener diferentes personajes que proyectar... El problema es que, en la mente del público, tú eres tu imagen, tu imagen musical, y yo pienso que esos personajes son solo extensiones de mi persona». Respecto a la imaginería religiosa que ha usado desde el principio de su carrera y que le ha atraído diversas críticas, los autores de Bitch She's Madonna dijeron que es algo muy acorde con la construcción de su personaje y nombre propio tan ligado a la religión. Lo llamaron como un aspecto central en la construcción de su personaje.
Por otro lado, la propia artista ha hecho declaraciones anti moda en varias de sus obras. Las autoras de Oh Fashion sugieren que con el videoclip de «Vogue», hace una parodia de las convenciones de moda, el modelaje, poses, fotografía y la objetivación. En 2004, como parte del Sticky & Sweet Tour interpretó «She's Not Me» mientras subían al escenario cuatro bailarinas que personificaron los estilos utilizados por la cantante en los clips de «Material Girl», «Open Your Heart», «Vogue» y «Like a Virgin», mientras la propia intérprete ponía en ridículo de forma sarcástica a cada una de ellas.

## Legado e impacto

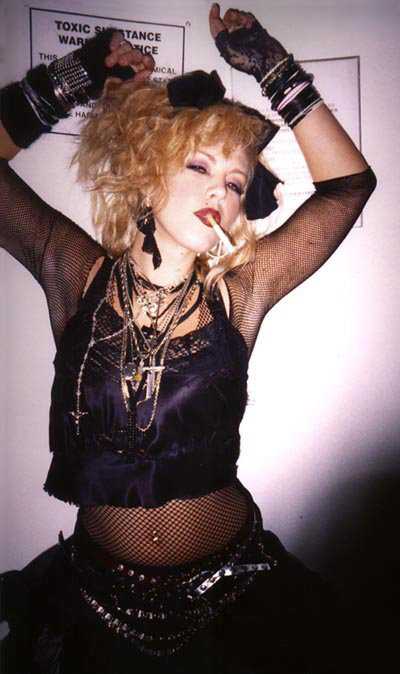
Una mujer vestida como Madonna con el estilo que caracterizó a la cantante en los años de 1980. Fue en esa década que se originó el término «Madonna wannabe».

Los expertos explican que Madonna es la primera mujer en la historia en tomar control completo de música e imagen. Con la aparición de la artista la moda cambió para siempre a tal punto de crearse el término «Madonna wannabe», que describía el fenómeno mundial donde millones de jóvenes se vestían como ella. Paloma Herce de Harper's Bazaar dijo que realmente la intérprete creó un antes y un después en este mundo. A esto se le añade lo que Marissa G. Muller de la revista W dijo: «Fue la primera en hacer que las colaboraciones entre artistas pop y diseñadores fuera rutinarias. Que participen en desfiles de moda, en la pasarela y en revistas de moda, ella forjó esa frontera».
Se ha convertido en un adjetivo y un referente en el mundo de la moda, y una aparición descrita casi como «casi religiosa». Como comenta el estilista Robert Verdi: «Las amigas salen de compras y dicen, "eso es tan Madonna"». El pensamiento del periodista Michael Pye al igual que otros, es que la cantante «no solo hace moda, ella es la moda». Anna Wintour de Vogue no dudó en decir que la artista «hace que suceda moda».
El investigador Carlos Primo, el crítico musical Javier Blánquez, el periodista Daniel Arjona y la filósofa Leticia García en el libro Muckraker (2014), apuntaron que «la creación estética de Madonna abrió el camino a un nuevo modo de entender la relación entre moda y el show business, y permite recorrer las últimas tres décadas de música pop a partir del look de sus protagonistas». De esta forma, ha servido de musa e inspiración para la colección de diseñadores como Gaultier y Anna Sui y muchas veces convertida en la protagonista de las campañas para las marcas más grandes de esta industria. Sui comenta que Madonna le inspiró confianza para crear su propio desfile de moda, en 1993, tras verla vestida con una de sus prendas. El crítico fotográfico Vince Aletti considera que ella es una «musa moderna».
En términos generales, Diana Villar de la revista Elle notó que Madonna se convirtió en un «espejo» en el que millones de personas del mundo se quisieron mirar. Su mayor impacto fue con las adolescentes donde hizo posible que ellas pudieran crear su propia identidad, hacer sus propias declaraciones de moda y rechazar los códigos estándares. Aún más importante, Sarah Boyd de Forbes explica que las elecciones de moda de la cantante cambiaron la forma en que las personas ven a los artistas. Jeffrey Katzenberg le da otro significado al indicar que los cambios que hace la intérprete reflejan nuestra cultura de hoy día. En concordancia con Jeffrey, las autores de Oh Fashion (1994), Shari Benstock y Suzanne Ferriss también sugirieron que los movimientos de moda de la cantante atraparon los cambios en el estilo y gusto cultural. Así sus prendas lograron el estatus de lo popular y se convirtieron en importantes iconos e influencias culturales en sí mismas.
El director de arte para la BBC, Will Gompertz, dijo que la intérprete es «la mayor creadora de imágenes». La escritora Annalee Newitz mencionó que le ha dado a la cultura estadounidense y la cultura en todo el mundo, «una colección de imágenes». Estas imágenes de sí mismas, y cada vez más de los propios admiradores de la cantante, se han convertido en la taquigrafía de cómo se vería el género y la sexualidad para toda una generación, destacó Newitz en el año de 1993.
Los editores, intelectuales y expertos alaban la reinvención de la cantante en el sentido estético y su impacto de largo alcance en las futuras generaciones de artistas. Muchas veces es definida como su «reinvención» —descrita como «legendaria»— por estos comentaristas. En el libro Queer Style, los autores apuntaron que ella fue la primera mujer que lo hizo, y con estilo y una aprobación generalizada. Eduardo Limón de Cultura Colectiva sugirió que «es justamente esa capacidad para mezclar sucesos históricos que nos parecen ultrafamiliares con innovaciones estéticas y desafíos de orden social-políticos lo que la ha consagrado como ícono de la moda internacional». Ella podría ser una hiperfragmentación que solo se transforma y ha conseguido de esa manera evolucionarse. Chloe Wyma de Louise Blouin Media comenta que esta «aptitud camaleónica de Madonna para transformar su moda se ha convertido en un hecho universalmente reconocido».

Un gif con varios ejemplos de los estilos más emblemáticos de su carrera.

Seguido del tema, la revista Billboard declaró que «ninguna diva del pop ha reinventado su imagen de la moda con la consistencia y creatividad de Madonna... ella se ha convertido en un icono de la moda de vanguardia cuyo sentido del estilo se convirtió tan influyente como sus melodías en listas de éxitos. De forma similar, Dana Oliver del Huffington Post explica que «nadie se ha transformado a sí misma como la artista. Ella ha tenido casi tantos estilos como sus registros. Su capacidad de reinventarse constantemente a sí misma y su música han ayudado a asegurar su estatus como un icono, y ella ha influido en una generación de imitadores». Oliver mencionó a Lady Gaga, Rihanna y Miley Cyrus como ejemplo y dijo que en resumen, «nadie ha tenido diversos estilos que ella». Otras artistas que han tomado inspiración de la cantante han sido Britney Spears y Christina Aguilera, así como Katy Perry, Gwen Stefani, Pink, Cameron Díaz, Kim Kardashian y Kylie Minogue entre muchas más. Mariela de Fashion Week Mexico lo dijo de esta manera:

La influencia de Madonna como una líder e ícono de la moda es innegable. Su estilo ha sido visto y copiado desde el momento en que apareció en MTV hasta el día de hoy. Continua siendo la fuente de inspiración y de imitación de muchas (si no es que de todas) de las popstars del momento, no solo en términos musicales sino de estilo. Marcó a una generación que encontró en el pop no solo melodías pegajosas sino un medio para expresarse, retar los roles tradicionales de género y transgredir las normas sexuales».

La profesora Sheila Jeffreys apuntó que el culto creado alrededor de la cantante fue un elemento importante para normalizar el aspecto de prostituta como una moda. La serie de libros de Rough Guides, escribió que la yuxtaposición de la imagen de vampiresa-callejera de Madonna y la palabra «virgen», fueron suficientes para convertirla en un centro de interés obsesivo para los medios. Fue un desarrollo que demostró ser capaz de manejar mejor que nadie antes que ella.
Karl Lagerfeld admiró su capacidad de crear tendencias, y consideró de ella como la mayor influencia de la moda en el mundo. La bloguera hindú Suhani Pittie dijo que no es erróneo pensar en ella como el «icono femenino de la moda más influyente de la historia» y el diseñador Gaultier considera de ella «el mayor icono de la moda». A Madonna también se le ha dado varios apelativos por su impacto en este industria; por ejemplo, Silvia Barradas de RTVE la llamó «Reina de los escenarios y las alfombras rojas». Otros la han llamado «Reina de la moda», o «Diosa de la moda» según André Leon Talley de Vogue. Para Alberto Fuguet, ella es la «Reina de la imagen». Eduardo Limón del sitio Cultura Colectiva la llamó «Reina de la imagen contemporánea». Pilar Lara y Miriam Merchante del diario español El Mundo la llamaron «Reina de la belleza» y «Reina Midas de la moda». También ha sido llamada también Reina o Diosa de la reinvención por un sinfín de autores a lo largo de las décadas. Finalmente, Anna Wintour de Vogue la llamó «Reina del cambio».

## Tendencias
N.B.: En esta sección solo se incluyen algunos ejemplos. Puedes completarla con referencias fiables.

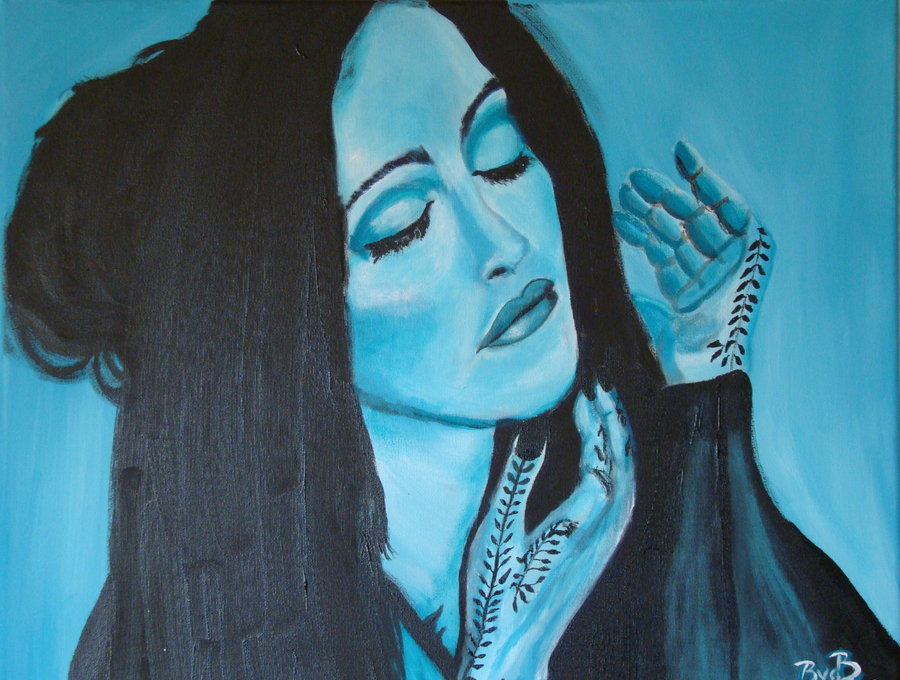
Pintura en referencia al clip «Frozen». El look oriental que utilizó Madonna incrementó la popularidad de la cultura asiática en los Estados Unidos e hizo que muchas personas imitaran su estilo.

Uno de los aspectos más característicos e importantes del legado de Madonna en el mundo de la moda, es haber hecho populares varios estilos y prendas, desde los que usó en las alfombras rojas, los escenarios o en sus videoclips. Uriel Ardila para Vibra FM explica que con casi nuevo álbum que saca, impone una tendencia de moda, con estilismos tan diferentes. Maureene Dinar reseñó que su estilo fue tan único y original que rápidamente impactaron en el guardarropa de todas las jóvenes del mundo. A este tendencia y fenómeno viral se le llamó «Madonna wannabe». En su apogeo, la artista se convirtió en el estándar de pedidos de catálogos por correo y de los grandes almacenes, inspirando abrir la sección «Madonnaland» en la tienda departamental Macy's, donde se vendía ropa que emulaba su estilo.
El periódico mexicano El Universal escribió que «sería imposible enumerar cada una de las tendencias que ha impuesto. Lo cierto es que ella tiene un ojo visionario para adelantarse a lo que está por venir y traer de vuelta algunas que ya estaban en el olvido». Un ejemplo temprano de las tendencias impuestas por ella en la moda, es en la primera presentación de los premios MTV Video Music Awards llevada a cabo en 1984, donde Madonna llevaba puesto el típico vestido de novia de la era Like a Virgin. Fue la primera vez en la historia de un concierto en directo que se pudo ver la ropa interior de una artista. En una nota de 1986 en la revista Working Woman, se explicó que la ropa interior se convirtió en una especie de prenda de abrigo cuando los consumidores siguieron el ejemplo de la intérprete y comenzaron a usar ropa interior en público. Además, el uso del corsé como prenda de vestir exterior lo hizo popular la artista desde ese decenio. Más tarde esta tendencia llegaría ser nombrada en inglés Underwear as outerwear donde Madonna fungió como pionera. Desde entonces, muchas otras cantantes han seguido esta tendencia impuesta por la artista de enseñar su ropa interior en conciertos.
El corsé tuvo un revival gracias a la cantante. El diario Clarín escribió la importancia de esta prenda hoy día, dándole crédito a la intérprete tras ponerla de moda desde su olvido al menos desde la década de 1920 y surgió como un símbolo erótico. Los sujetadores también se convirtieron en una compra de moda en esta época gracias a Madonna. Con el clip «Open Your Heart» puso de moda el estilo llamado buffalo e impuso tendencia con los tops en «Lucky Star». El estilo español en el video «La isla bonita» se hizo popular y se reflejó en las tendencias de moda de la época, en forma de boleros, falda, rosarios y crucifijos con accesorios. María Mérida de Vogue reflexionó:

Desde la primera vez que vimos el videoclip de «La isla bonita» algo cambió en nosotros, y aquí no nos referimos a esa aparición sorpresa de Benicio del Toro —que solo unos privilegiados han sido capaces de detectar y digerir— sino a la influencia del estilo «electro-latino». Volantes, tops ajustados, joyería barroca, toreras... El mundillo de este género musical tiene mucho que agradecer a la diva.

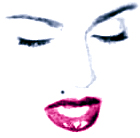
El Madonna piercing es la marca de belleza que popularizó y fue nombrada así en su honor.

Tras el lanzamiento del disco I'm Breathless en 1990, puso de moda el glamur de los años 1920, con joyas recargadas de brillantes, prendas doradas, guantes y plumas. Con el estreno de la película Evita desató un revival sin precedentes del estilo de los años 1950. Estée Lauder puso a la venta esmaltes de uñas y labiales inspirados en la época. Bloomingdale's inauguró una sección con ropa y joyería. La revista argentina Noticias escribió: «Encarnada en Madonna, Evita (Eva Perón) se convirtió en marca vendedora de ropa, maquillaje, joyas y hasta rodetes postizos». Al igual que Eva Perón tras lo mencionado anteriormente, otra persona que se ha beneficiado por el uso por parte de Madonna de su imagen y estética ha sido Marilyn Monroe. Los profesores del libro ConFiguring America (2013) concuerdan en que Madonna ha resucitado a Marilyn a través de su propia cuerpo, y aunque ha imitado su estilo o gestos, lo ha hecho a través de su propia identidad y al mismo tiempo, ha contribuido significativamente a la continua circulación de la imagen de Monroe. Gloria Steinem, notó que gracias en parte a la cantante, Monroe se ha conviertido en la «mujer que no morirá», siendo un elemento constante en la cultura de los Estados Unidos.
Con el lanzamiento del disco Ray of Light los vestuarios menos extravagantes y más étnicos inspirada por la Cábala hizo que celebridades como Nicole Richie, Victoria Beckham, Ashton Kutcher y Paris Hilton siguieran este camino. Con esta era trajo de moda lo gótico, cabello negro, lacio y muy liso. El estilismo wéstern que utilizó para promocionar su disco Music, con botas vaqueras, sombreros cowboy y pantalones acampanados fue una tendencia de aquella época. Estas playeras (t-shirts) acompañados con los sombreros al estilo cowboy y camiseta estilo folk tuvieron gran aceptación. Juan Sanguino, de Vanity Fair, aclara que aunque resulte difícil de creer, antes de que Madonna usara estas camisas con cuadros, hubo muchos años en las que no estaban de moda. Con la era de Confessions on a Dance Floor puso de moda los bodysuits. La tienda departamental Boots registró un aumento del 72 % en la venta de los tubos para cabello tras la publicación del videoclip «Hung Up» del mismo álbum.
Intelectuales como Douglas Kellner notaron que aunque la artista no inició los accesorios de la moda hindú, tomó el ojo público para atraer la atención de los medios globales. De esta forma contribuyó a la fascinación estadounidense por la cultura asiática a tal punto que muchas personas comenzaron a imitar su estilo, usando henna y ropa con diseños asiáticos para convertirlos en una tendencia global de la época. Medios internacionales como la Agencia EFE señalaron que, si bien la artista no inició la moda de la joyería bereber, lo llevó a un plano internacional tras su aparición en los premios MTV Video Music Awards de 2018. Popularizó la pulsura roja usada en la Cábala cuyo propósito es proteger contra el mal de ojo. En términos generales, fue la primera en sexualizar la religión y en utilizar elementos artísticos afrodescendientes, latinos y de la comunidad LGBT.
Madonna puso de moda las mechas rubias sobre el pelo oscuro. También puso de moda los lazos en el cabello y el pelo corto, que utilizó ampliamente en los inicios de su carrera. Según Marina Valera de Vogue, la artista puso de moda la coleta con el Blond Ambition Tour, que se caracteriza por ser larga, de longitud XL, algo ondulada y recogida con el propio cabello. Las pestañas de diamante que usó para promocionar su era Confessions condujo a una tendencia de belleza que aún persiste en la actualidad. El diario argentino Clarín escribió que el «skyce» o piercing dental con incrustaciones de diamante, fue una tendencia iniciada por la cantante, o se podría decir que ella es una de las pioneras.
Herce notó que ahora todos posamos haciendo muchas muecas divertidas y posando con el símbolo de la victoria. Nos parece una tendencia estética de estos días, pero Madonna lo hizo mucho antes con su amiga Rosanna Arquette. También mencionó que «antes de que Cara Delevingne creara tendencia con sus cejas pobladas, apenas sin depilar, la artista ya lo había hecho antes». Lauren Valenti de Marie Claire dijo que esta tendencia de las cejas de más es mejor, fue liderada en los años 80 por Madonna y Brooke Shields.
En 1991, Madonna puso de moda la androginia. En 1996, el sociólogo argentino Mario Margulis, escribió que en la moda juvenil actual, es notable apreciar una tendencia hacia la indiferenciación sexual; las muchachas deben ser delgadas, ágiles, deportistas. No están más de moda la fragilidad femenina ni la insistencia en caracteres sexuales secundarios. Esto, lo dijo mientras citó al filósofo Jean Baudrillard, quien se refirió a Madonna, como «una virgen fruto del aeróbic y de una estética glacial, desprovista de cualquier encanto y de cualquier sensualidad, androide musculado del que, precisamente por ello, se ha podido hacer un ídolo de síntesis».

## Reconocimientos

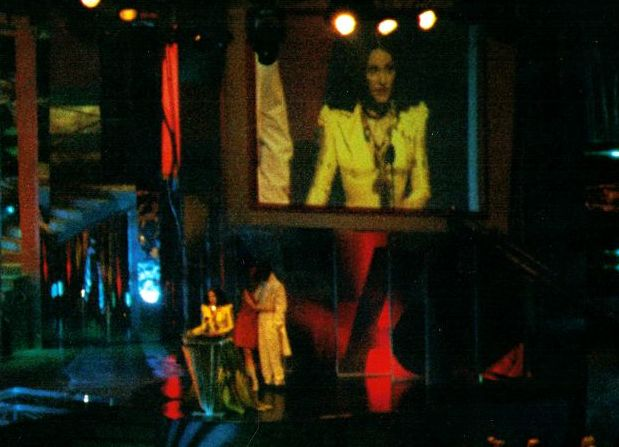
Madonna en los VH1 Fashion Awards de 1998, recibiendo un premio y vestida por Olivier Theyskens.

Madonna ha ganado varios premios y reconocimientos en la industria de la moda. Fue reconocida en los Elle Style Awards de 2007 como «el mayor icono del estilo y la moda». Recibió varios VH1 Fashion Awards en categorías como «artista más de moda», «artista musical con más estilo» y el galardón especial «Premio Versace». Ingresó al Libro Guinness de los récords por el mayor número de cambios de prendas en una película con Evita donde recurrió a un cambio de vestuario unas 85 veces. En la edición de 1994 del mismo libro, se escribió que el corsé cónico diseñado por Gaultier fue vendido en Christie's a un precio de 12 100 euros y representó el mayor pago para una prenda de ropa perteneciente a Madonna hasta aquel entonces. Más tarde fue subastado a un precio de 52 000 dólares. Uno de los bras utilizada por la cantante en la gira Girlie Show Tour fue también subastada por 23 000 dólares a través de Sotheby's.
Tras el lanzamiento del filme Buscando desesperamente a Susan en 1985, la MTV lanzó un concurso donde los premios eran réplicas de la chamarra que la cantante utilizó en la película. La prenda se convirtió en un ícono de la moda ese año. En los MTV Video Music Awards de 1999 fue homenajeada con un espectáculo en el que drag peformers vestían los atuendos que hasta ese entonces, la artista había hecho populares. Su canción «Vogue» se ha convertido en un himno de la moda. La propia artista expuso parte de su vestuario en el Madonna's Fashion Evolution en 2017, una exposición organizada por ella misma.
Muchos autores han escrito libros sobre Madonna exclusivamente dirigidos a su sentido estético y ha aparecido en numerosas portadas de las revistas de moda más importantes, siendo una constante fuente de inspiración en las pasarelas de todo el mundo. Es la persona y mujer que más portadas ha protagonizado para Vanity Fair y Rolling Stone, respectivamente. También es la primera celebridad en aparecer en la portada de Vogue y primera mujer en una portada de Forbes. Según varias fuentes, ella es (o posiblemente es) la mujer más fotografiada del mundo y la celebridad en vida que más portadas ha protagonizado. En 2017, Janelle Okwodu de Vogue la consideró la mejor protagonista de las portadas para la revista. Aletti considera de ella uno de los rostros más reconocidos del planeta y una de las creadoras de tendencias fotográficas más influyentes del mundo.

## En la cultura popular
N.B.: En esta sección solo se incluyen algunos ejemplos. Puedes completarla con referencias fiables.

### Vestido de novia deLike a Virgin
Es un vestido de novia que se caracteriza por tener el cinturón de «Boy Toy» y que la cantante utilizó para promocionar la era de Like a Virgin. Ya que ella salía con artistas grafiteros como Keith Haring o Jean-Michel Basquiat, «Boy Toy» era la firma que solía dejar en paredes de edificios en Nueva York. El vestido de novia «cautivó a Estados Unidos».
La plataforma Stylight situó como número uno al vestido entre las diez piezas míticas de Madonna. El equipo de redacción de la revista Vogue en su versión mexicana, llamó a este vestido «legendario». En el vídeo de «Celebration», la hija de Madonna, «Lola», apareció en el teaser con la misma vestimenta. En «Bitch I'm Madonna» seis niñas que aparecen al principio del clip también tienen el mismo vestido. La revista In Style la ubicó como número uno entre los 25 looks más icónicos de la cantante. También fue incluida en la lista de los 11 looks más representativos de la artista, recopilado por Altina Paredes para el periódico mexicano El Universal. María Mérida de Vogue incluyó esta prenda entre los 7 looks de la cantante que nos cambiaron la vida (y el armario). Ella dijo:

Ser ochentera, inocente y "virginal" —aunque parezca mentira— fue posible; o al menos, Madonna así lo constató. Si uno de tus looks llega a convertirse en disfraz de Halloween es que has conseguido algo importante y, a día de hoy, el estilismo que la cantante lució en el videoclip destinado a ilustrar la canción sigue siendo uno de los más vistos en la fiesta de Todos los Santos.

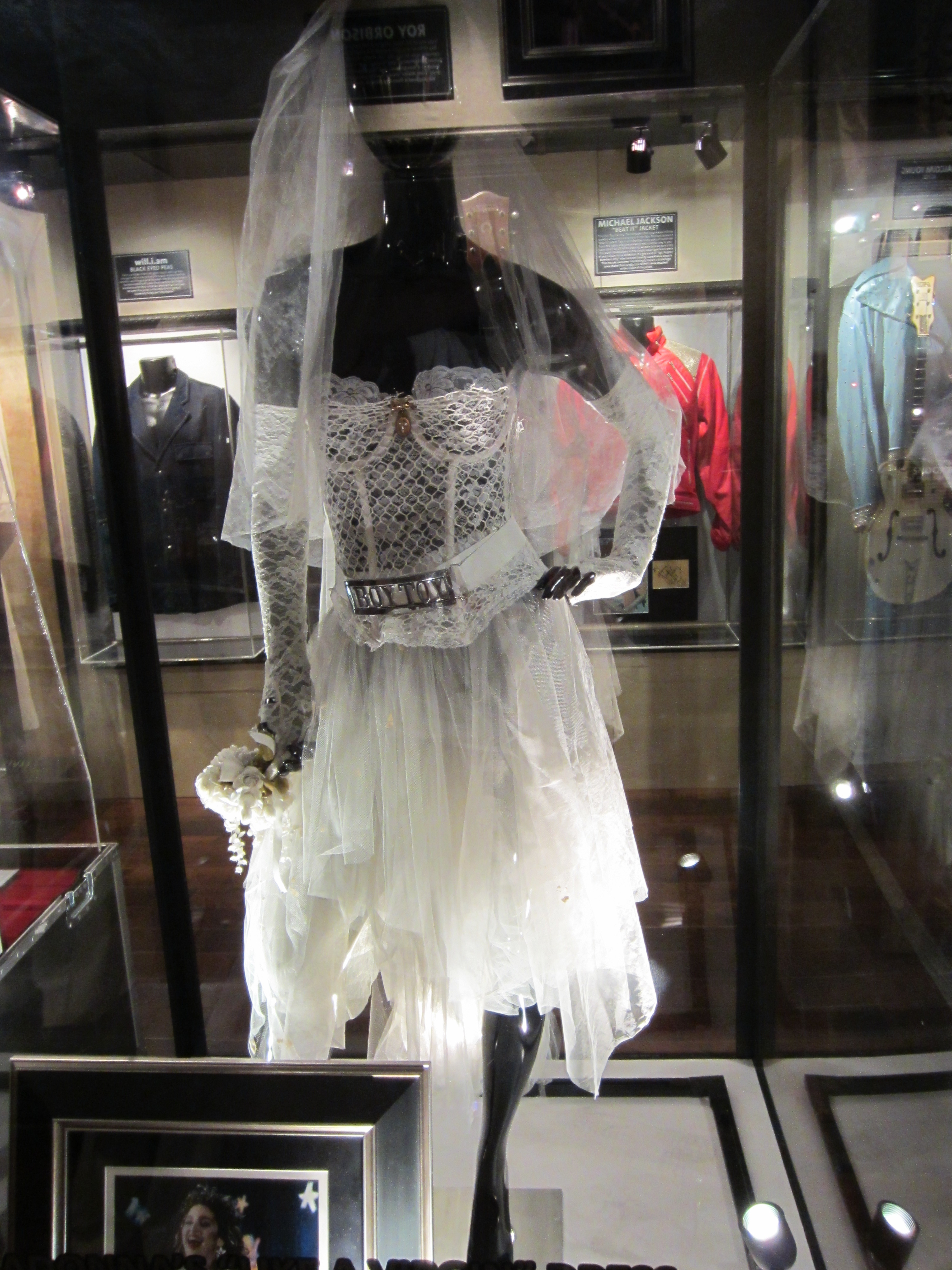
El vestido de la era Like a Virgin exhibido en un Hard Rock Cafe
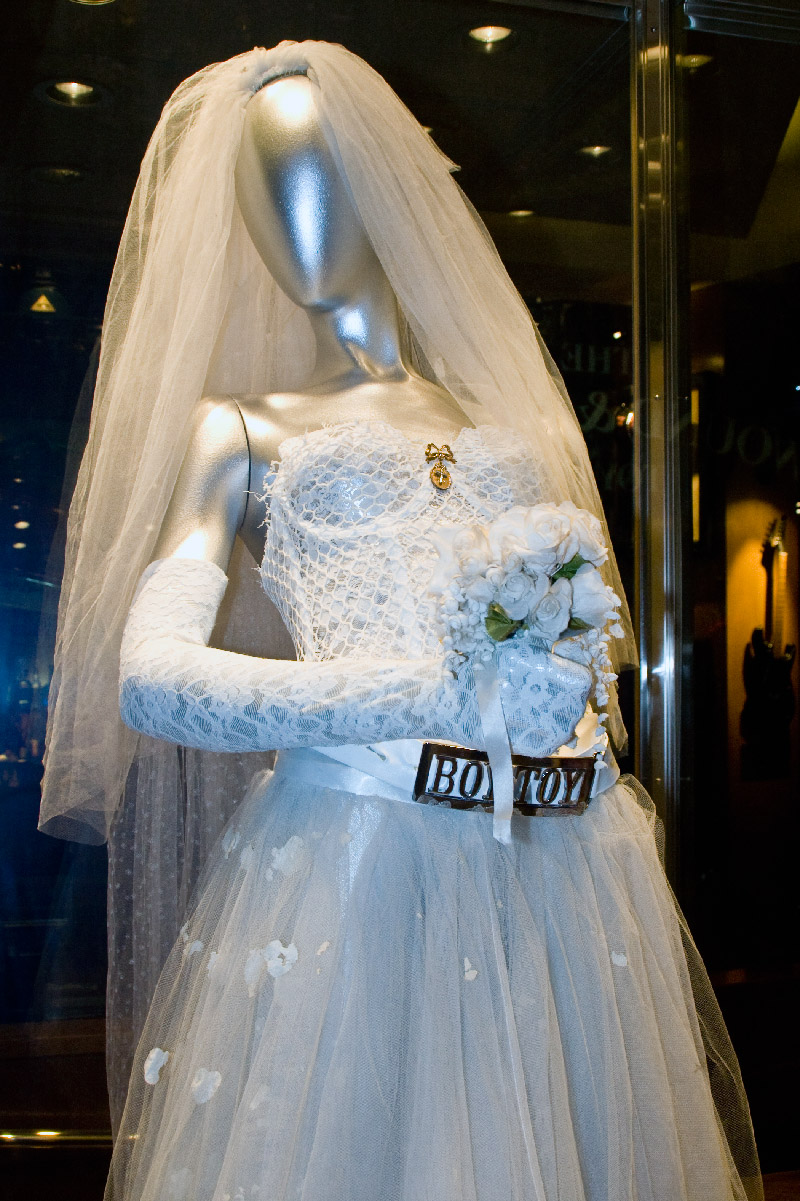
Maniquí con la vestimenta de la era Like a Virgin
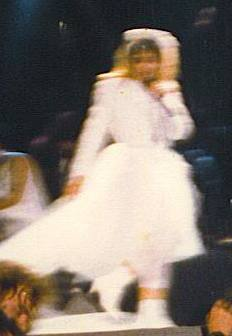
Madonna en The Virgin Tour con el vestido de novia

### Vestido en los Academy Awards 1991
Madonna se presentó en los premios Óscar de 1991 con un look inspirado en Marilyn Monroe. Para ello utilizó un vestido blanco estrecho de gran escote cubierto de diamantes acompañada de una estola blanca cubierta con perlas. Fue diseñado por Bob Mackie y las joyas a cargo de Harry Winston, valoradas en 20 millones de dólares. Según Brais Besteiro esta aparición de Madonna en la alfombra roja marcó un antes y un después.
La plataforma Stylight la situó como número cuatro entre las diez piezas míticas de Madonna. La misma academia situó al vestido y presentación entre los momentos musicales más memorables de la premiación. También fue incluida en la lista de los 11 looks más representativos de la artista, recopilado por Paredes. MTV la situó entre las mejores 14 presentaciones de los premios con mejor estilo. Por su parte, la revista In Style la ubicó como número ocho entre los 25 looks más icónicos de la artista.

### Vestido rosa de «Material Girl»
Es un vestido que Madonna utilizó en el vídeo de la canción «Material Girl» inspirado en el vestido rosa que Marilyn Monroe usó en la película Los caballeros las prefieren rubias. La revista In Style la ubicó como número dos entre los 25 looks más icónicos de la cantante y mencionaron que aquí, se convirtió en una estrella e ícono de la moda en ascenso. María Mérida de la revista Vogue en su versión española, incluyó esta prenda entre los 7 looks de la artista que nos cambiaron la vida (y el armario). Dijo que es «otro disfraz de Halloween en toda regla».

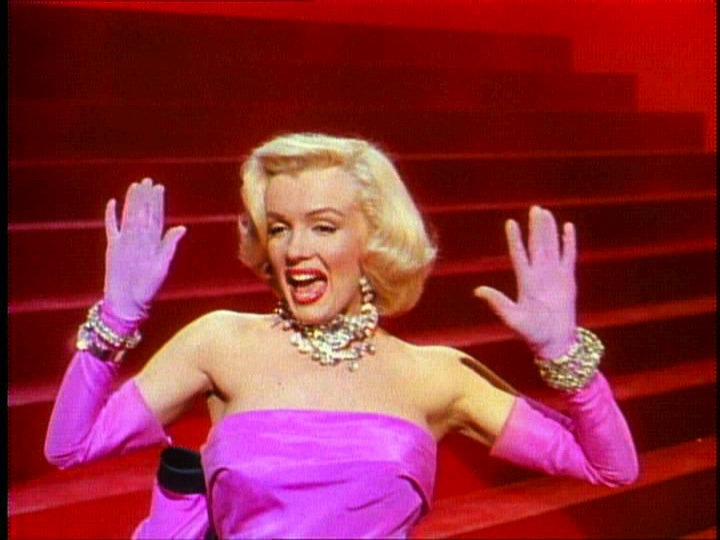
Marilyn Monroe en su vídeo de la película Los caballeros las prefieren rubias. El vestido que Monroe utilizó aquí, inspiró a Madonna en «Material Girl»

### Lectura complementaria
- The Science of Face Reading: A Practitioner's Guide to Morphology por Gerald Epstein
- MTV has made fashion statements — Chicago Tribune (en inglés)
- Madonna's First Ever "Fashion Evolution" Pop-up Exhibit — PR Newswire (en inglés)
- Why 1980s Madonna is the ultimate Madonna — Vogue Australia (en inglés)
- 30 looks de moda de Madonna: el estilo de la reina del Pop (FOTOS) — Telemundo
- Madonna también es reina de la moda  — El Nuevo Día
- Madonna: 58 años en 20 'looks' — El Mundo
- El corset de Madonna: un ícono de la moda del siglo xx — Infobae.com
- Strike a Pose: Madonna’s 20 Most Essential Magazine Covers por Matthew Rettenmund
- Madonna ya fue más sexy, irreverente y original que todas, lo sentimos — Harper's Bazaar
- La estética y narrativa del vídeo musical como representante del discurso audiovisual hipermoderno — Universidad Complutense de Madrid
- Exposición en Londres del vestuario de Madonna — Trendencias.com